# Universidad del Banco Federal Alemán
La Universidad del Banco Federal Alemán (en alemán: Hochschule der Deutschen Bundesbank) es una universidad pública Alemania y la universidad del Banco Central Alemán, con sede central en la ciudad alemana de Hachenburg.

## Historia
La universidad surgió de la Universidad de Ciencias Aplicadas del Banco Federal Alemán (Fachhochschule der Deutschen Bundesbank), fundada en 1976, y pasó a llamarse Universidad del Banco Federal Alemán (Hochschule der Deutschen Bundesbank) a mediados de 2012, aunque esto no cambió su estatus legal como universidad estatal.

## Oferta académica
El único programa que ofrece la universidad es el Grado en Ciencias de la Banca Central (Bachelor of Science in Central Banking), que está diseñado para formar a la élite profesional del sistema alemán y europeo de bancos centrales. 

### Profesorado
Los 80 estudiantes de nuevo ingreso admitidos cada curso académico son supervisados por un total de 152 profesores, de los cuales 18 son Catedráticos de Universidad y otros 134 son Profesores titulares, Profesores Contratados Doctor, Profesores Ayudantes (Doctor) o Profesores asociados.

### Condiciones
La carrera universitaria está asociada a una relación de carácter público de formación profesional y también remunerada. Al finalizar sus estudios, los graduados serán nombrados inspectores del Bundesbank y nombrados como funcionarios en prácticas. 
Los estudiantes que ya han realizado una formación profesional previa en el sector financiero-económico o jurídico ingresar al grado reciben una paga mensual de 1.785,00 euros durante sus estudios. Estudiantes sin formación profesional previa reciben 1.325,00 euros al mes. El salario inicial después de la graduación para inspectores en formación es de 3.055,00 euros y evoluciona de forma diferente en función del curso de la carrera profesional.

### Curriculum
| Duración | Sección                 | Asignaturas |
| -------- | ----------------------- | --- |
| 6 meses  | Formación básica        | - Bases metódicas - Fundamentos de la administración de empresas - Fundamentos de la economía del crédito - Fundamentos del sistema jurídico - Principios de economía (inglés) |
| 2 meses  | Formación práctica      | - La autoridad contratante |
| 6 meses  | Formación elevada       | - Métodos cuantitativos - Administración de Empresas: Especialización - Operaciones de pago - Crédito y supervisión bancaria - Economía monetaria (inglés) |
| 2 meses  | Formación práctica      | - Sucursal del Bundesbank |
| 6 meses  | Formación avanzada      | - Gestión de bancos y bancos centrales - Análisis de los estados financieros e instrumentos financieros - Mercados financieros y economía internacional (inglés) - Organización, personal y gestión de contratos - Supervisión de bancos, valores y seguros                                                         |
| 3 meses  | Formación práctica      | - Supervisión bancaria - Operaciones bancarias, política monetaria operativa y funciones de estabilidad financiera |
| 4 meses  | Formación avanzada      | - Estudios de caso sobre política monetaria y estabilidad financiera (inglés) - Estudios de caso sobre supervisión financiera - Estudios de caso sobre sistemas de pago - Gestión de personas y organizaciones en contextos cambiantes (inglés) - Econometría financiera (inglés) - Gestión de procesos y proyectos |
| 2 meses  | Trabajo de Fin de Grado | |
| 5 meses  | Formación práctica      | - Funciones bancarias, de política monetaria operativa y de estabilidad financiera - Funciones transversales - Supervisión bancaria - Módulo práctico en otra institución adecuada en Alemania (por ejemplo Banco de Baviera) o en el extranjero (por ejemplo Banco de España) - Especialización profesional        |
| 36 meses | 3 curoso                | 180 créditos |